# HPL (구현체)
HPL은 HPLinpack의 이식성있는 구현이다. 권장 가이드라인으로 C로 작성되었다. 지금은 TOP500 슈퍼컴퓨터 랭킹을 위한 데이터를 제공하는 데 널리 사용되고있다. 물론 이러한 랭킹에 다른 기술과 패키지를 사용할 수도 있다. HPL은 n 차 방정식의 선형 시스템을 생성하고 부분 행 피벗을 사용하는 LU 분해를 사용하여 이를 해결한다. 실행하려면 MPI와  그리고 BLAS 또는 VSIPL 중 하나가 설치된 구현이 필요하다.

## 알고리즘
대체로 알고리즘은 다음과 같은 특징을 가지고 있다.
- 2D 블록의 순환 데이터 분포.
- Look-Ahead의 다양한 깊이와 함께 right-looking variant를 사용하는 LU 분해.
- 재귀 패널 인수 분해.
- 6 가지 다른 패널 방송 변형.
- 대역폭을 줄이는 스왑 브로드 캐스트 알고리즘.
- 깊이 1에서 Look-ahead  역방향 대체.

## 같이 보기
- LINPACK
- 잭 동가라